# アリー・チャン
陳樂榣（アリー・チァン、簡体字: 陈 乐榣, 拼音: Chén Lèyáo。1983年10月5日 - ）は、香港の女性歌手。英語名はAlley（元はAngelという英語名だった）。ワンドル・プロダクション所属。
2007年に、甄穎珊（キャリサ・ヤン）、石詠莉（スキー・シェック）とともにFreezeを結成した。
2009年1月現在、ネットラジオ局MyRadioにて「FREEZE新地带」（Freezeとして）、「Lady First」の2つの番組のパーソナリティーを務める。